# Christoffer Andersson
Christoffer Tobias Andersson (ur. 22 października 1978 w Nybro) – szwedzki piłkarz grający na pozycji obrońcy.